# Kägelbin
Kägelbin (Coelioxys) är ett släkte solitära bin i familjen buksamlarbin. Deras larver lever som kleptoparasiter i bon av tapetserarbin, murarbin och pälsbin.  

## Beskrivning
Kägelbina har svart grundfärg med gles, ljus behåring på huvudet (även på ögonen, vilket är unikt för familjen) och mellankroppen. Vissa mer sydlänta arter kan ha röda markeringar på benen och mellankroppen. På tergiterna finns vitaktiga, platta hårband eller -fläckar. Honan har en likformigt avsmalnande bakkropp, som ofta är tillplattat spetsig och påminner om en kägel, därav det svenska trivialnamnet. Hanens bakkropp har 6 till 8 taggar som utgår från tergit 6. De ingående arterna varierar mycket i storlek, från 5 till 22 mm i kroppslängd.

## Utbredning
Släktet finns över hela jorden utom i Antarktis. Totalt innehåller släktet omkring 300 arter.

### Arter i Sverige och Finland
I Sverige och Finland finns nedanstående arter. 9 finns i Sverige, varav 4 är rödlistade. 8 (plus en utdöd) finns i Finland, varav 4 rödlistade.
- storkägelbi	(Coelioxys conoidea) Akut hotad i Sverige, sårbar i Finland
- långkägelbi	(Coelioxys elongatus) Livskraftig i båda länderna
- smalkägelbi	(Coelioxys inermis) Livskraftig i båda länderna
- lansettkägelbi	(Coelioxys lanceolata) Nära hotad i Sverige, sårbar i Finland
- ängskägelbi	(Coelioxys mandibularis) Nära hotad i Sverige, sårbar i Finland
- thomsonkägelbi	(Coelioxys obtusispina) Sårbar i Sverige, saknas i Finland
- rostkägelbi	(Coelioxys rufescens) Livskraftig i båda länderna
- konkägelbi	(Coelioxys conicus) Livskraftig i båda länderna
- träkägelbi (Coelioxys alatus) Ej bedömd i Sverige (ny art), nära hotad i Finland
- Coelioxys aurolimbata (keltapipomehiläinen på finska) Nationellt utdöd i Finland, har aldrig funnits i Sverige

## Ekologi
Kägelbina är polylektiska, de flyger till blommor från många olika familjer. Flygtiden följer värdarterna, men är i Mellaneuropa vanligen mellan maj och september.
De ingående arterna är boparasiter, honan lägger ägg i andra bins bon, i Norden främst på tapetserarbin, pälsbin och hartsbin. Honan har hjälp av sin spetsiga bakkropp för att sticka hål på värdbiets kokong. Kägelbilarvens första larvstadium är försett med kraftiga käkar, som den använder för att döda och äta upp värdägget eller -larven. Den kan sedan ostört livnära sig på den insamlade näringen. Det händer att flera kägelbihonor lägger ägg i samma värdbobo. De resulterade kägelbilarverna kämpar då inbördes tills bara en är kvar som kan livnära sig på hela näringsförrådet. Kägelbina får normalt bara en generation per år, men vissa arter kan ibland hinna med en andra.